# Voederconversie
Voederconversie (Feed Conversion Ratio, FCR) is een maat voor de efficiëntie waarmee een dier verkregen voer omzet naar lichaamsgewicht. Het wordt bepaald als volgt: {\displaystyle \mathrm {Voederconversie} ={\frac {m_{\mathrm {gevoerd} }}{m_{\mathrm {opgenomen} }}}}. De voederconversie is een dimensieloos getal.
Enkele waarden voor voederconversie voor diverse organismen:
- Zalm: 1,2, m.a.w. er is 1,2 kilogram voer nodig om 1 kilogram zalm te produceren
- Eetbare landslak: 1,0-2,5, afhankelijk van het voeder (droog-  resp. vers voer)
- Vleeskuiken: 1,2 (In een Nederlands onderzoek over de periode 2013-2016 werd in de onderzochte bedrijven een VC van 1,28 berekend.)[2]
- Varken: 2,8[3] (Voor Nederland werd in 2015 een waarde van 2,58 gehanteerd[4] en 2,66 eind 2018; verschil t.g.v. de vraag naar een dikkere speklaag.)[5]
- Koe: 8,7